# Nefasīt
Nefasīt är en ort i Eritrea.   Den ligger i regionen Norra rödahavsregionen, i den centrala delen av landet, 14 km öster om huvudstaden Asmara. Nefasīt ligger 1 705 meter över havet och antalet invånare är 5 000.
Terrängen runt Nefasīt är kuperad åt sydväst, men åt nordost är den bergig. Runt Nefasīt är det tätbefolkat, med 319 invånare per kvadratkilometer. Närmaste större samhälle är Asmara, 13,7 km väster om Nefasīt. Omgivningarna runt Nefasīt är i huvudsak ett öppet busklandskap.